# Събрание на автономна област Косово и Метохия
Събрание на автономна област Косово и Метохия (на сръбски: Скупштина Аутономне Покрајине Косово и Метохија) е събрание (или парламент), който се явява орган на местното самоуправление в автономна област Косово и Метохия.
Събранието е образувано през 2008 г., на последните избори, проведени на 11 май от правителството на Сърбия. Събранието е създадено в сръбската част на Косовска Митровица (днес Северна Косовска Митровица) в Северно Косово, за да представлява общините, които не признават властите на самопровъзгласената Република Косово. Събранието се състои от 45 представители, с делегати от 26 общини. Повечето делегати са етнически сърби, докато някои представляват общности на горани, бошняци и цигани.

## История
Първото заседание на събранието се състои на 11 май 2008 г., а първата сесия на 28 юни 2008 г. – важна дата в историята на сърбите, които честват годишнина от битката за Косово през 1389 г. В учредителната декларация се посочва, че парламентът има за цел да защитава интересите на косовските сърби и да не признава нелегалната за тях косовска държава. За председател на събранието е избран Радован Ничич.